# Fouga CM-170 Magister

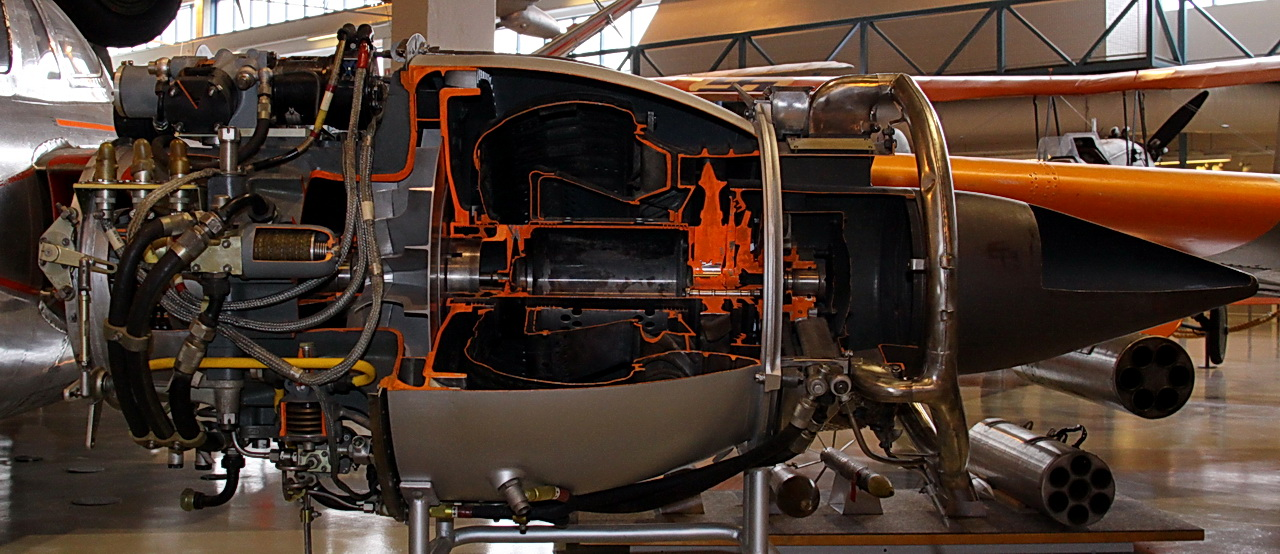
Turbomeca Marboré II F 3

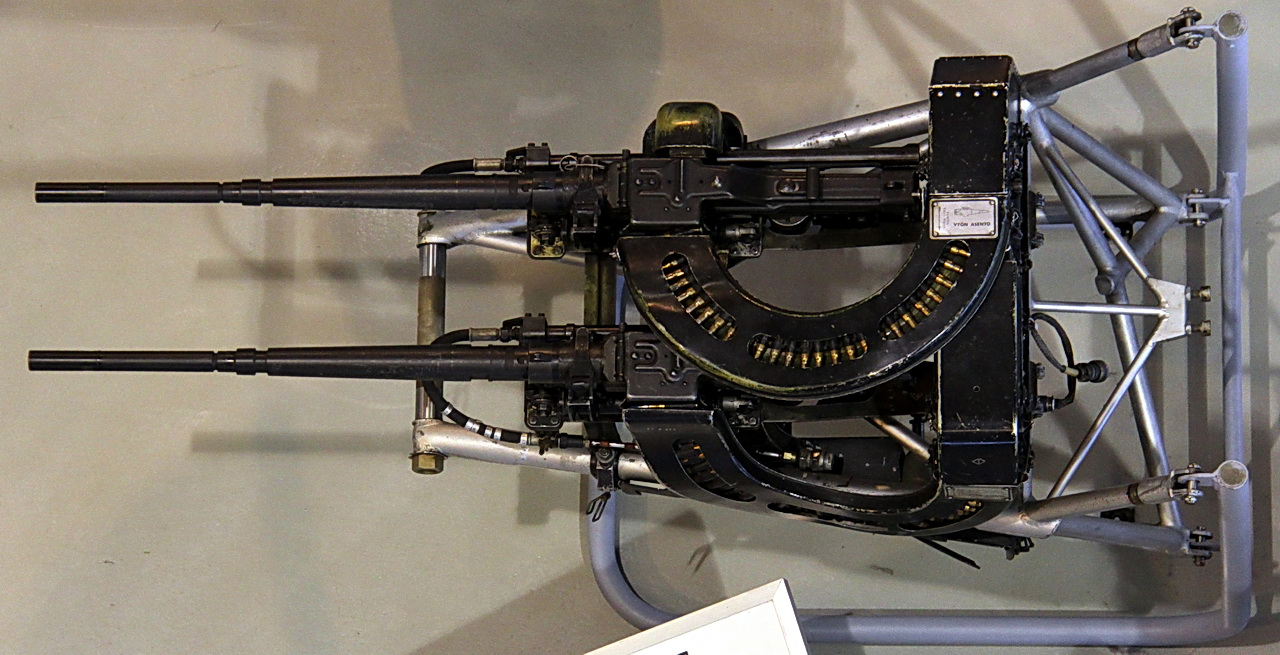

Il Fouga CM-170 Magister era un addestratore a getto prodotto dagli anni cinquanta dall'azienda francese Établissements Fouga et Cie e, dal 1970, dalla Aérospatiale.
Benché spesso citato come il primo addestratore biposto a getto, deve in realtà il primato al Fokker S.14 Machtrainer che effettuò il primo volo, venne messo in produzione e consegnato ai reparti un anno prima.

## Storia del progetto
Nel 1948, la Fouga ritenne potesse esserci uno spazio di mercato per un addestratore basico ad uso militare per poter preparare i futuri piloti in forza all'Armée de l'air all'uso dei nuovi aerei a getto che si stavano imponendo come la nuova realtà nel secondo dopoguerra. Sfruttando l'esperienza acquisita sui precedenti modelli prodotti, essenzialmente alianti, venne progettato il CM-130 proposto alle autorità militari per la sostituzione del Morane-Saulnier MS.475 con motore a pistoni in dotazione alle allora scuole di volo. Dopo che il prototipo venne portato in volo equipaggiato da due turbogetto Turboméca Palas, venne presentato alla commissione esaminatrice la quale, dopo le prove di volo, ritenne il velivolo sottopotenziato. Per ovviare al problema venne avviato un nuovo progetto al quale venne data la designazione aziendale CM-170 Magister che, seppur ampiamente basato sul CM-130, era di questo una versione di maggiori dimensioni e spinto dai più potenti turbogetto Turbomeca Marboré.
Dotato del caratteristico impennaggio a V con superfici intermedie inclinate a circa 40 gradi, doveva questa particolare soluzione tecnica alle esperienze maturate sul precedente CM-8-15, un aereo sperimentale basato su un aliante al quale era stato applicato un motore a getto.
Nel dicembre 1950 l'Armée de l'air commissionò 3 prototipi, il primo dei quali venne portato in volo per la prima volta il 23 luglio 1952, i quali furono valutati positivamente. Nel giugno 1953 venne quindi emesso un primo ordine di 10 esemplari di preserie al quale seguì un successivo ordine, emesso il 13 gennaio 1954, per la fornitura dei primi 95 esemplari di serie. Per sopperire alle richieste si ritenne necessario costruire un nuovo stabilimento a Tolosa-Blagnac dedicato solamente alla linea di produzione del Magister.
A causa delle successive acquisizioni ed accorpamenti aziendali il velivolo acquisì una serie di diverse designazioni, dall'originale "CM-170 Fouga Magister" alle successive "Potez (Fouga) CM-170 Magister", "Sud (Fouga) CM-170 Magister" ed "Aérospatiale (Fouga) CM-170 Magister" in base allo stabilimento di costruzione.
Dal Magister venne successivamente sviluppato il CM-175 Zéphir, una versione imbarcata appositamente attrezzata e destinata all'addestramento dei piloti dell'Aviation navale all'appontaggio ed in generale alle condizioni operative tipiche delle portaerei.
Negli anni sessanta venne progettato un ulteriore sviluppo del progetto originale, il CM-173 Super Magister, dotato di unità propulsive Turbomeca Marboré IV capaci di fornire una maggiore spinta.
La produzione francese del Magister venne interrotta nel 1962 rimanendo comunque in produzione presso la finlandese Valmet fino al 1967.
Lo sviluppo del velivolo si interruppe quando l'Armée de l'air selezionò il Dassault-Dornier Alpha Jet come loro nuovo addestratore a getto.

## Impiego operativo

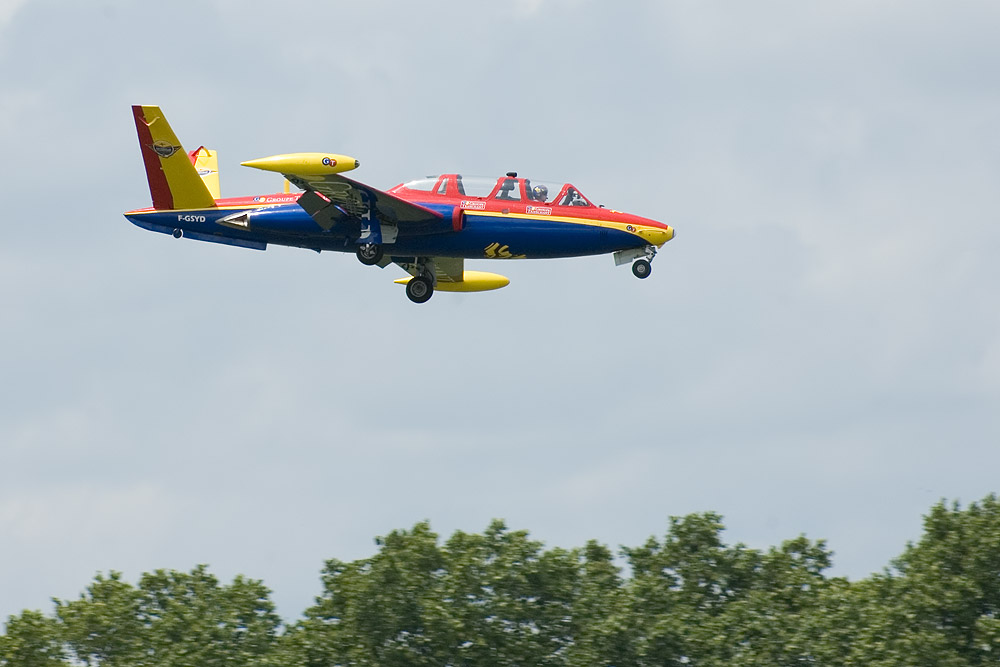
Fouga CM-170 Magister della Patrouille Tranchant ripreso durante un'esibizione al Salone internazionale dell'aeronautica e dello spazio di Parigi-Le Bourget del 2007.

Il primo cliente straniero fu la Germania Ovest che emise un ordine per la fornitura di 62 esemplari dalla Fouga ed altri 188 costruiti su licenza dalla Flugzeug Union Süd.
Inoltre il Magister venne prodotto su licenza anche dalla Valmet in Finlandia e dalla Israel Aircraft Industries in Israele, raggiungendo un totale di 929 esemplari costruiti, 286 di questi su licenza.

### Belgio
Il Belgio fu l'ultima nazione a mantenere pienamente operativa la propria flotta di Magister. La Composante air de l'armée belge operò con 50 Magister nel ruolo di addestratori basici, utilizzati inoltre dalla pattuglia acrobatica The Red Devils. Attualmente rimangono in servizio un piccolo numero di Magister mantenuti in condizioni di volo per il personale ufficiale anziano.

### Brasile
La Força Aérea Brasileira operò con 7 esemplari destinati alla pattuglia acrobatica nazionale, la Esquadrão de Demonstração Aérea detta anche Esquadrilha da Fumaça, utilizzati dal 1968 al 1975 e ridenominati T-24.

### Finlandia
Tra il 1958 ed il 1959, il governo finlandese decise di acquistare 18 Magister dalla Francia ottenendo contemporaneamente anche una licenza di produzione. La produzione nazionale venne assegnata alla Valmet che costruì 62 esemplari nel periodo 1958-67. Gli esemplari di produzione francese assunsero la designazione ufficiale FM-1...-18 mentre quelli di produzione locale FM-21...-82.
Utilizzati tra il 1958 ed il 1988, i Magister operarono nel ruolo di addestratore nelle scuole di pilotaggio della Suomen ilmavoimat, 21 persi in incidenti di volo 6 dei quali causarono la morte dell'equipaggio.

### Katanga
Nel 1960, con l'acquisizione dell'indipendenza dal Belgio, il regime del governo centrale della neo fondata Repubblica Democratica del Congo non venne riconosciuto dalla provincia del Katanga che avviò un movimento secessionista. La minuscola forza aerea a supporto dei secessionisti venne equipaggiata con un ristretto numero di velivoli tra i quali alcuni Fouga Magister.
La ONUC, l'operazione ONU che tra il 1961 ed il 1964 operò in zona allo scopo di salvaguardare la sopravvivenza del nuovo stato del Congo, schierò un reparto svedese dotato di Saab 29 Tunnan ed uno etiopico equipaggiato con North American F-86 Sabre. MIlitarmente il contingente NU si opponeva alla secessione del Katanga, quindi l'aviazione ONUC operò contro i tre Fouga dell'Armée Katangaise, distruggendone due.

### Irlanda
L'Aer Chór na hÉireann operò con 6 Magister, 4 dei quali equipaggiarono la Silver Swallows, la pattuglia acrobatica.

### Israele
L'Heyl Ha'Avir operò con una versione prodotta localmente su licenza, l'IAI Tzukit. Nel ruolo di aereo da attacco a terra venne utilizzato in azioni belliche durante la Guerra dei sei giorni del 1967 contro i reparti corazzati delle forze armate giordane subendo pesanti perdite.
Nel 1973 comparve anche sul set di Jesus Christ Superstar. Infatti il regista Norman Jewison ottenne, con un permesso speciale del governo israeliano, di poter far passare due di questi caccia dell'aeronautica israeliana sopra la zona delle riprese nella scena immediatamente successiva a quando Giuda accetta di tradire Gesù. I due jet sfrecciano nel deserto del Negev a volo radente sopra a un Giuda impaurito, accucciato al terreno, mentre il coro angelico canta "Well done Judas! Good old Judas!". Il regista ebbe a propria disposizione un solo ciak.

## Versioni e varianti

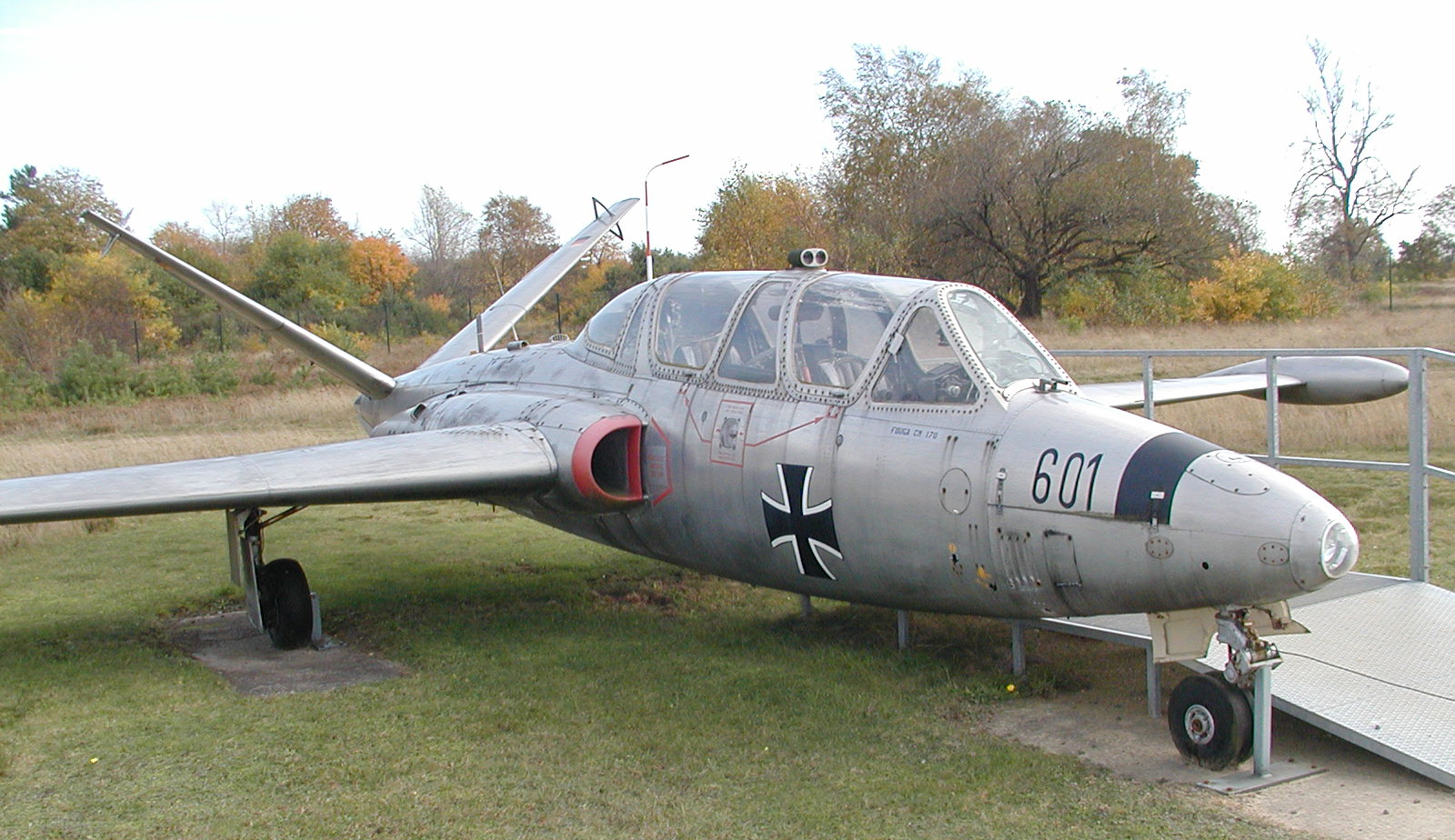
Fouga Magister

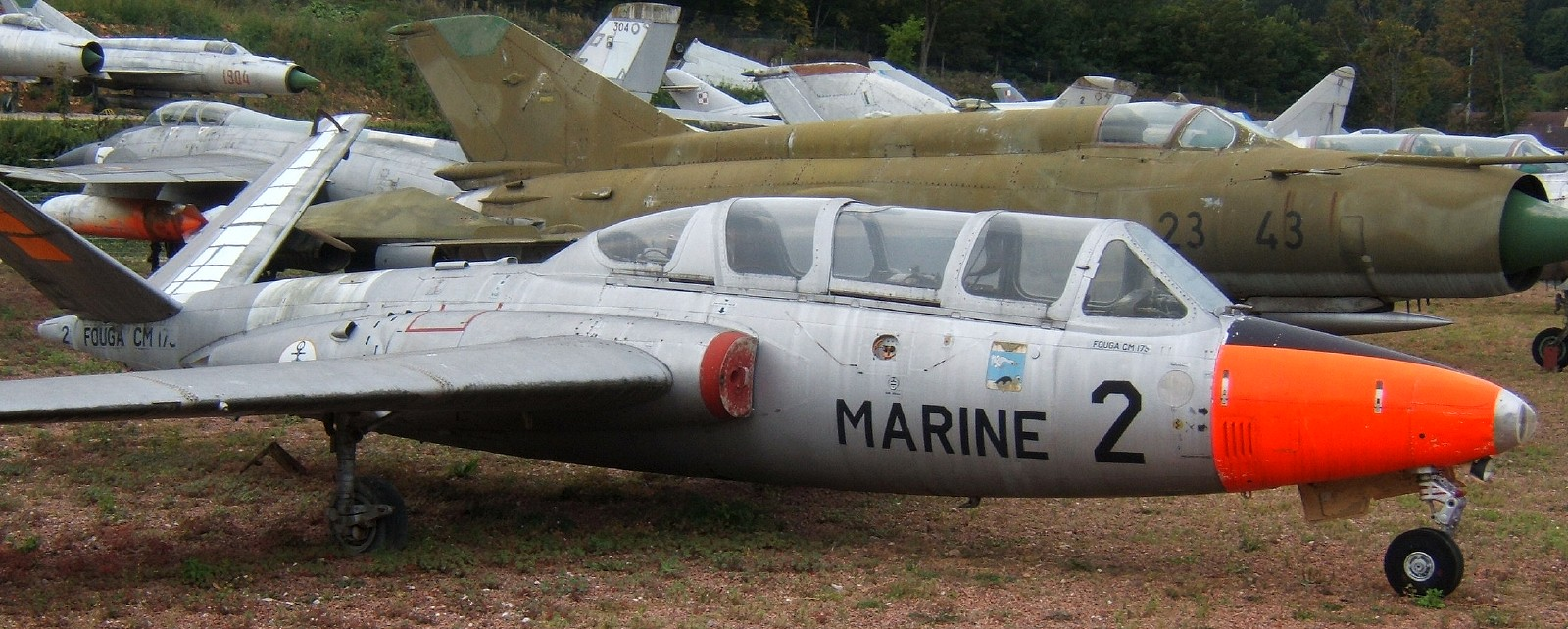
Fouga CM-175 Zéphir.

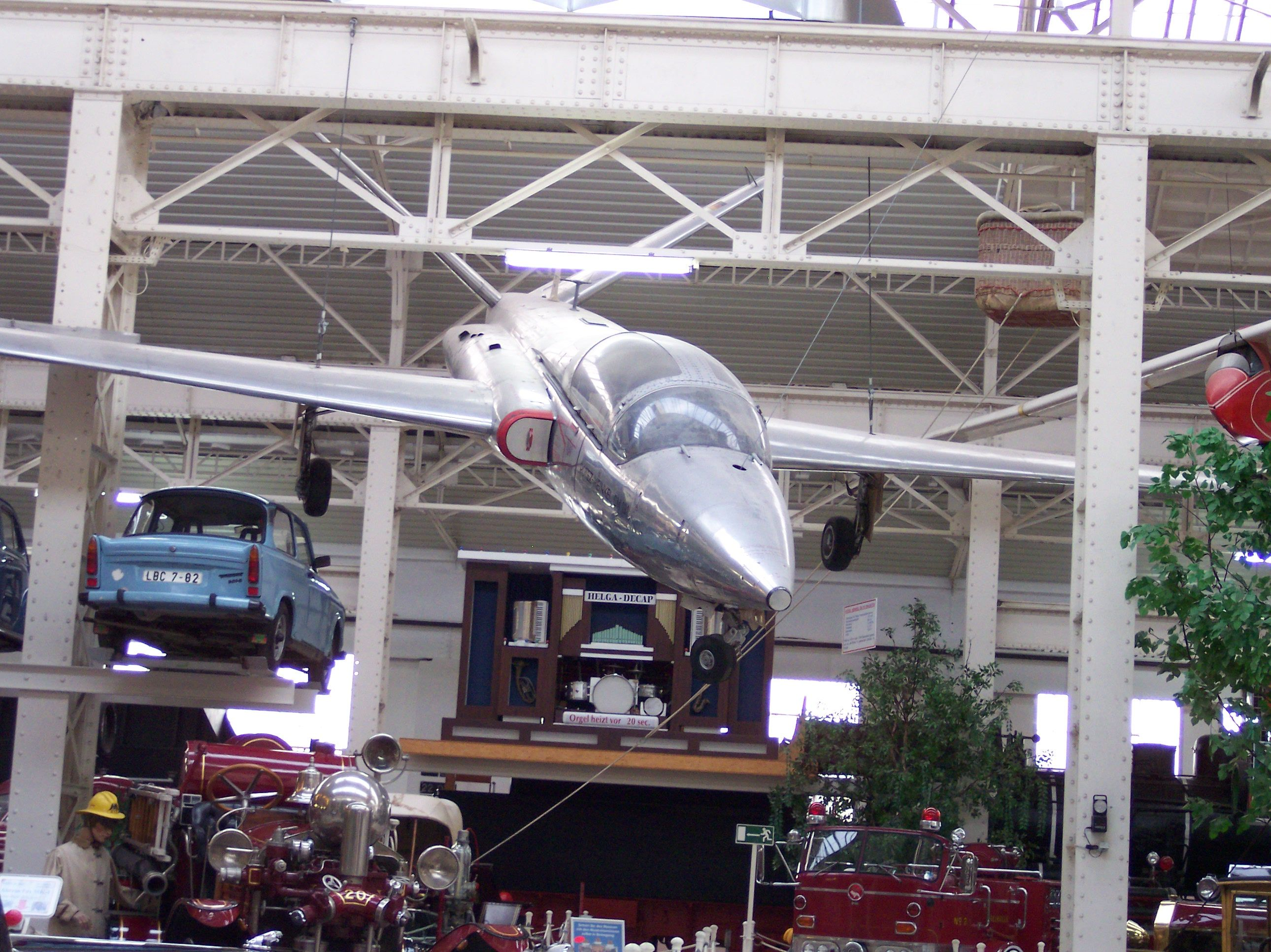
Il quadriposto Heinkel Potez CM-191.

CM-170 Magister
prototipo realizzato in 3 esemplari seguito da 10 esemplari di preproduzione.
CM-170-1 Magister
prima versione di produzione in serie equipaggiata con 2 turbogetti Turboméca Marboré II, prodotto in 761 esemplari compresi i 188 tedeschi, i 62 finlandesi ed i 50 israeliani.
CM-170-2 Super Magister
versione dotata dei più potenti Turboméca Marboré IV da 4,7 kN (480 kgf) ciascuno, prodotto in 137 esemplari.
CM-171 Makalu
versione caratterizzata da una cellula ingrandita, motorizzata con i Turboméca Gabizo da 10,8 kN (1 100 kgf) di spinta ciascuno. L'unico prototipo rimase distrutto in un incidente il 20 marzo 1957.
CM-173 Super Magister
versione motorizzata Turboméca Marboré Super VI da 5,1 kN (520 kgf) di spinta e dotata di seggiolini eiettabili, prodotta in 137 esemplari. Venne utilizzata in Francia, Irlanda e Libano.
IAI Tzukit (o AMIT Fouga)
versione di produzione israeliana caratterizzata dall'armamento fisso collocato su piloni subalari ed utilizzato nel ruolo di attacco leggero.
Fouga 90/90A
proposta per l'ammodernamento del Magister tramite l'adozione di turbogetti Turboméca Astafan da 7,6 kN (775 kgf) di spinta ciascuno, l'adozione di un nuovo tettuccio riprogettato per una migliore visibilità ed aggiornamento dell'avionica. La versione 90A venne equipaggiata da un modello Turboméca Astafan da 790 kgf. Entrambe le versioni non ottennero riscontri commerciali.
CM-175 Zéphir
variante navalizzata prodotta in 30 esemplari.
CM-191
prototipo, variante a 4 posti sviluppata congiuntamente dalla Heinkel e dalla Potez.

## Utilizzatori
Algeria
- Al-Quwwat al-Jawwiyya al-Jaza'iriyya

28 esemplari ex Luftwaffe
 Austria
- Österreichische Luftstreitkräfte

18 CM-170 consegnati. 4 ceduti all'Irish Air Corps ed entrati in servizio a partire dal 1975.
 Bangladesh
- Bangladesh Biman Bahini

8 ex Luftwaffe
 Belgio
- Composante air de l'armée belge (50)

 Brasile
- Força Aérea Brasileira (7)

 Cambogia
- Toap Akas Khemarak Phoumin (4)

 Camerun
- Armée de l'Air du Cameroun

10 consegnati, 6 in servizio all'ottobre 2017.
 El Salvador
- Fuerza Aérea Salvadoreña

9 ex Heyl Ha'Avir
 Finlandia
- Suomen ilmavoimat

80 di cui 18 di produzione francese e 62 prodotti su licenza dalla Valmet.
 Francia
- Armée de l'air (397)
  - Patrouille de France (dal 1964 al 1981)

 Gabon
- Armée de l'air Gabonaise

5 ex Luftwaffe)
 Germania
- Luftwaffe

250 esemplari, 62 più 188 prodotti su licenza dalla Heinkel-Messerschmitt. 8 esemplari ceduti al Libano negli anni settanta.
 Irlanda
- Aer Chór na hÉireann

6 CM-170-2 (quattro dei quali erano esemplari ex Aeronautica militare austriaca più due nuovi), in servizio dal 1975 al 1999.
 Israele
- Heyl Ha'Avir

52 di cui 16 acquistati in Francia e 36 prodotti su licenza
 Katanga
- Armée Katangaise

operò con 3 esemplari, due distrutti in operazione belliche.
 Libano
- Al-Quwwat al-Jawwiyya al-Lubnaniyya

10 esemplari ricevuti, cinque dei quali ex Luftwaffe.
 Libia
- Al-Quwwat al-Jawwiyya al-Libiyya

12 ex Armée de l'air.
 Marocco
- Forces royales air

21 nuovi, ex Armée de l'air ed ex Luftwaffe.
 Nicaragua
- Fuerza Aérea - Ejército de Nicaragua

 Paesi Bassi
- Koninklijke Luchtmacht

 Ruanda
- Force Aérienne Rwandaise

3 ex Armée de l'air.
 Senegal
- Armée de l'air du Sénégal

5 ex Força Aérea Brasileira.
 Togo
- Force aérienne togolaise

4 ex Luftwaffe.
 Uganda
- Ugandan Air Force

12 ex Heyl Ha'Avir.
 Zaire
- Zaire Air Force (4)

## Velivoli comparabili
Cecoslovacchia
- Aero L-29 Delfin

 Italia
- Aermacchi MB-326

 Jugoslavia
- Soko G-2 Galeb

 Francia
- Morane-Saulnier MS.760 Paris

 Paesi Bassi
- Fokker S.14 Machtrainer

 Polonia
- PZL TS-11 Iskra

 Stati Uniti
- Cessna T-37 Tweet

### Periodici
- Shlomo Aloni, Trainers in Combat:Valour and Sacrifice in the Six Day War, in Air Enthusiast, Stamford, UK, Key Publishing, No. 94, July/August 2001,  pp. 42-55. ISSN 0143-5450 (WC · ACNP)